# Mohács
Mohács (em croata:   Mohač, em alemão:   Mohatsch, Moosach; em sérvio:   Мохач) é uma cidade da Hungria, situada no Condado de Baranya. Tem 112,23 km² de área e sua população em 2019 foi estimada em 17.089 habitantes.